# 源致遠
源 致遠（みなもと の むねとお、生没年不詳）は、平安時代中期の貴族。文徳源氏、民部大輔・源国光の子。官位は従四位上・備後守。

## 経歴
文章生を経て、円融朝中期に式部丞を務める。のち、巡爵を受け、天元3年（980年）ごろ出羽守として受領に転じた。なお、出羽国への赴任に際して、太政大臣・藤原頼忠から餞別の和歌を贈られている。
花山朝の寛和元年（985年）治国の功労により従五位上に叙せられる。一条朝に入ると但馬守・備後守と引き続き受領を歴任。この間、永祚元年（989年）従四位下、正暦4年（993年）従四位上と昇進を重ねた。長徳3年（997年）致遠の邸宅に強盗が入り、財物を窃取されている。
のち、出家したとされる。

## 官歴
- 時期不詳：文章生[3]
- 天延2年（974年） 5月25日：見式部丞[4]
- 時期不詳：従五位下（巡爵）
- 天元3年（980年） 7月25日：見出羽守[5]
- 寛和元年（985年） 12月1日：従五位上（治国）[6]
- 時期不詳：但馬守
- 永祚元年（989年） 12月26日：従四位下、見但馬守[7]
- 時期不詳：辞但馬守
- 正暦4年（993年） 11月15日：従四位上、但馬前司[6]
- 長徳3年（997年） 3月26日：見備後守[5]
- 時期不詳：出家[3]

## 系譜
『尊卑分脈』による。
- 父：源国光
- 母：不詳
- 生母不詳の子女
  - 男子：源致道
  - 男子：源安道
  - 男子：桓舜（978-1057）